# دراژویچی (صربستان)
دراژویچی (به صربی: Draževići) یک منطقهٔ مسکونی در صربستان است که در نووا واروش واقع شده‌است.